# Pao palustris
Pao palustris là một loài cá nóc trong họ Tetraodontidae, thường xuất hiện từ lưu vực sông Mê Kông của Thái Lan. Chúng được mô tả đầu tiên vào năm 2013 với danh pháp khoa học Tetraodon palustris bởi Pasakorn Saenjundaeng, Chavalit Vidthayanon và Chaiwut Grudpan. FishBase liệt kê loài này (như Tetraodon palustris ) là đồng nghĩa của Pao brevirostris, mặc dù ITIS liệt kê danh pháp đồng nghĩa Pao palustris là loài hợp lệ.